# スーパーボンバーマン
『スーパーボンバーマン』は、1993年4月28日にハドソンから発売されたスーパーファミコン用アクションゲーム。

## 概要
ハドソンのボンバーマンシリーズ第7作目、そしてスーパーファミコンにおけるボンバーマンシリーズ第1作目。
ノーマルゲームにおいて初めて2人同時プレイが可能となった他、これまでのシリーズではノーマルゲームにおいて1ステージに1つまでしかアイテムが出現しなかったが、本作以降の作品では1つのステージに複数のアイテムが出現するようになった。

## プロローグ
ボンバーマンが住む「ピースタウン」から遥か北にある近代都市「ダイヤモンドシティ」。そこでは悪の権力者カラット・ダイヤモンドと科学者Dr.ムックがロボットたちを戦闘的、攻撃的に改造し「ロボットトーナメント」という大会を開催していた。ボンバーマンの高い戦闘力に目をつけたダイヤモンドは、メカボンバー（ニセボンバーマン）を造り、ボンバーマンを捕まえるためにピースタウンへ向かった。その計画を知った黒ボンバーマンは一人で立ち向かうがメカボンバーマンに負け、ブラックボンバーマン城を奪われてしまう。なんとか白ボンバーマンのもとへ逃げ込んだ黒ボンバーマンは、ダイヤモンドの野望を白ボンバーマンに話した。続々とピースタウンに押し寄せてくる敵ロボット軍団。そしてついに二人が、打倒ダイヤモンドのために一致団結するときが来た。

## ノーマルゲーム
通常のゲームモード。ボンバーマンを操作して数々のステージを攻略していく。
- ステージ1・ピースタウン（街路、グリーンビレッジ、ブラックボンバーマン城）
- ステージ2・ロボット遊園地（前半…プレイランド / 後半…ミステリーサーカス）
- ステージ3・Dr.ムックロボット改造工場
- ステージ4・ロボットトーナメント予選ドーム
- ステージ5・ロボットトーナメント会場
- ステージ6・ダイヤモンドタワー

全部で6ステージあり、各ステージは8つのエリアで構成されている。エリア内の敵をすべて倒した状態でゴールに入ればエリアクリアとなる。各ステージの最終エリアではボスキャラクターと戦う。例外としてステージ5はメカボンバーとの連戦となる（後述のバトルゲームに近い）。
爆弾の爆風に当たったり、敵や攻撃トラップに触れたり時間切れになったりすると「ミス」となり、ボンバーマンの残機が1つ減ってフィールド内のスタート位置に戻され復活する（倒した敵などはそのまま）。なお、一度ミスをすると一部アイテムの効果は失われ、残機がなくなるとゲームオーバーになる。コンティニューできるほか、表示されるパスワードを入力すればそのエリアからプレイを再開できる（ただし装備はすべて失われる）。残機数は1UPアイテムを取ったり、スコアが一定以上になると増える。ちなみにステージ開始直後や復活後の数秒間は無敵状態となっているが、本作はこの無敵時間がシリーズ作品の中でも特に長い。
ゴールは、ソフトブロックを破壊して探し出す必要がある。または見つけ出したゴールに爆風が当たると、すでに倒した敵が最後に倒した方から順に復活してしまう。
画面上部には制限時間を表す時計と白いマスが表示されている。時計が一周する毎に白いマスが1つずつ黒く塗り潰される。全ての白マスが塗り潰された状態で時計が一周するとアラームが数秒間鳴り、鳴り止んだ時点で時間切れとなって残機を１つ失う。時計の進み具合はステージによって異なり、ステージ5に至っては約2倍の速さで残り時間が減少する（コンティニューした場合を除く）ため、アイテム「タイム」を取得しない限り非常にシビアな戦いを強いられる事となる。
1Pが白ボンバーマン、2Pが黒ボンバーマンを操作する2人同時プレイが可能である。また1人プレイ時に2Pのスタートボタンを押すと、1Pの残機の半分を受け取って途中参加できる（後のシリーズでは残機は共有制）。逆に2Pのみでプレイしたり1Pが乱入したりする事も可能。なおノーマルゲーム（面クリア型モード）で2人同時プレイが可能になったのはシリーズで本作が初である。

## バトルゲーム
1人から最大4人まで対戦できるモード。最後まで生き残った者の勝利となる。制限時間は2分間に固定されており、制限時間内に決着がつかなかった場合や相討ちになった時は引き分けとなる。制限時間が1分を切ると画面上に「HURRY!」と表示され、フィールドの外周2マス分が破壊不能ブロックで左下から時計周りに埋め尽くされる（巻き込まれるとミス）。設定した数だけ勝利を重ねると優勝となる。ステージが12種類あり、ステージごとにそれぞれ異なる仕掛けが用意されている（詳細については後述）。
本作は対戦相手として登場させられるCOM（プレイヤーが操作しないボンバーマン）に、10段階の強さが設定できる。

### ステージ
括弧内は海外版のステージ名。
STAGE1：フツウガステキ（NORMAL ZONE）
特に仕掛けのないオーソドックスなステージ。ファミコン版とほぼ一緒。
STAGE2：ウシロノショウメン（WESTERN ZONE）
プレイヤー達がフィールド中央部に集められ、お互い背を向けた状態でバトル開始となる。
STAGE3：コロコロバクダン（BOMB ZONE）
場外から爆弾が転がり入ってくる（ただし火力は最弱）。
STAGE4：ボヨヨンジャンプ（JUMP ZONE）
設置されているバネに乗ると大ジャンプする。着地点はランダム。
STAGE5：ベルトコンベア（BELT ZONE）
ベルトコンベアに乗ったボンバーマンたちや爆弾が流される。
STAGE6：ドカンデボカン（TUNNEL ZONE）
設置されている土管の中に隠れたり、土管内に爆弾を隠して設置する事ができる。
STAGE7：モッテケアイテム（DUEL ZONE）
フィールド外周部に大量のアイテムが設置されている。プレイヤー達はステージ中央部からのバトル開始となるため、他のプレイヤーを出し抜いてどれだけアイテムを入手できるかがカギとなる。
STAGE8：ゾンビフラワー（FLOWER ZONE）
花のようなソフトブロックがランダムで復活する。また戦車に乗ったボンバーマンがフィールドを横断して設置した爆弾を回収してしまう。この戦車に触れても、ミスにはならない。リモコンアイテムが出現する。
STAGE9：ポッカリライト（LIGHT ZONE）
暗いフィールド内をスポットライトが照らす。
STAGE10：ギンギンパワー（POWER ZONE）
全プレイヤーのボム配置数が6個、火力・移動速度が最大、更にボムパンチとボムキックも取得している状態でバトルが開始する。ソフトブロックやその他の仕掛けは一切ない。
STAGE11：ゲツメンワープ（WARP ZONE）
乗るとランダムの地点へワープするワープゾーンが5つ置かれている。
STAGE12：イダテンワールド（SPEED ZONE）
全プレイヤーの移動速度が、ドクロアイテムの俊足効果と同等に設定されている。リモコンアイテムが出現する。

## パスワード
ノーマルゲームでゲームオーバーになった際に表示される0〜7までのパスワードを入力して、続きから始めることができる。特定の裏技に使用することもある。

## 本作独特の仕様
本作にはシリーズの他作品では見受けられない仕様が存在する。例えば、パワーグラブで爆弾を前方に飛ばす際、爆弾を飛ばしたタイミングで前方以外に方向キーを押すと、その入力に爆弾が反応してか前方以外のいずれかの方向に爆弾が飛んでしまうことがある。本来であればバグなのだが、これは前方にしか飛ばせない爆弾を仕様上不可能な位置や向きへ飛ばすことが可能ということでもある。また、ボムキックで移動中の爆弾の停止やボムパンチを行うボタンとして、それぞれX,Yボタンとは別にR,Lボタンにも機能が割り当てられていることで、爆弾を設置するAボタンを親指で操作しつつ人差し指などを使って他の操作を併用するという高度なテクニックに対応しやすい側面もある。この他にも、蹴り飛ばした爆弾とアイテムが衝突してもアイテムが消えない、爆風の上に落下した爆弾が誘爆せず（その爆風が消えるか爆風の届かない場所まで）跳ね続ける、バトルゲームにおいてごく低確率で不発弾（放っておくと再着火して爆発する他、爆風で誘爆させることができる）が発生する等、本作のみで確認できる仕様が組み込まれている。

## アイテム
ソフトブロックを破壊するとアイテムが出現することがある。アイテムを取得すると様々なパワーアップを図ることが可能。また、一部のアイテムはミスしても効果が維持される。取得時にはアイテムごとの得点が加算される。
ノーマルゲームではこのほかに、敵を倒すと出現する、フィールド上に最初から出現している、ある条件を満たすと出現するなどのケースがある。
ボムアップ
10点。一度に設置できる爆弾の上限が1個増える。最大で10個まで置けるようになる。ミスしても効果が消えない。
ファイヤーアップ
200点。火力が1マス分増える。最大、10段階までアップさせられる。ミスしても効果が消えない。バトルゲームでは初期値が1段階分高い。
スピードアップ
400点。移動スピードが1段階上がる。最大で4段階までアップさせられる。ミスすると効果が1段階分だけ失われる。バトルゲームでは初期値が1段階分高い。
無敵スーツ
（ノーマルゲームのみ）500点。取ってから一定時間、爆風に触れてもミスしなくなる。無敵時間は約11秒程度。
ボンバーマン
（ノーマルゲームのみ）600点。ボンバーマンの残機数が1つ増える。このゲームは5000点取るごとに1UPする。
爆弾通過
700点。セットされた爆弾をすり抜けられるようになる。
壁通過
800点。ソフトブロック(破壊できるブロック)をすり抜けられる。
リモコン
300点。Bボタンで任意に爆弾を起爆できる。
フルファイヤー
1000点。火力が一気に最大まで上昇する。ファイヤーアップと違い、ミスすると効果が消えてしまう。
貫通爆弾
（ノーマルゲームのみ）2000点。爆弾が赤くなり、爆風がソフトブロックを貫通する。破壊できない壁や外周部は貫通できない。本作ではリモコンとの併用が可能（後のシリーズでは併用できなくなった）。
キック
3000点。爆弾を蹴り飛ばすことができる。X・Rボタンで止めることができる。また、ノーマルゲームでは蹴った爆弾が直接敵に当たるとダメージを与えることができる。
パワーグラブ
4000点。Y・Lボタンで目の前にある爆弾を3マス分、障害物に影響されず殴り飛ばすことができる。また、ノーマルゲームでは殴り飛ばした爆弾が直接敵に当たるとダメージを与えることができ、これで倒した場合は高いスコアが得られる。一部のボスキャラはこの方法でしかダメージを与えられない。
タイム
（ノーマルゲームのみ）900点。制限時間がすべて回復する。
おにぎり
（ノーマルゲームのみ）スコア+5000点。
ケンダマ
（ノーマルゲームのみ）スコアが加算される。
ケーキ
（ノーマルゲームのみ）スコア+999900点。
ソフトクリーム
（ノーマルゲームのみ）スコア+50000点。
リンゴ
（ノーマルゲームのみ）スコア+8000点。
アイスキャンディー
（ノーマルゲームのみ）スコア+500点。
消火器
（ノーマルゲームのみ）スコア+9000点。ボンバーマンのストックが最大になる。
ハテナ
（ノーマルゲームのみ）取らないと効果が分からない。
ハート
（ノーマルゲームのみ）800点。敵に触れたり爆発に巻き込まれてミスした場合でも、一度だけその場で復活する。
ドクロ
6000点。アイテムではあるが、入手するとボンバーマンが黒く点滅し、様々なマイナス効果が現れる。主にバトルゲームで出現するが、ノーマルゲームに出現することもある。効果は一定時間持続する上、他のボンバーマンに触れると伝染する。入手した時の効果は以下の通りで、どれか1つがランダムに発動する。
- 移動速度が異常に遅くなる。
- 移動速度が異常に速くなる。
- 配置できる限り勝手に爆弾がセットされるようになる。
- 移動速度が異常に速くなったうえ、配置できる限り勝手に爆弾がセットされるようになる。
- 爆弾をセットできなくなる。
- ボンバーマンが透明になる。
- 火力が最低になり、セットできる爆弾が1個のみになる。

## 登場キャラクター
白ボンバーマン
1Pが操作するボンバーマン。カラット・ダイヤモンドらに城を奪われ助けを求めに来た黒ボンバーマンと共に冒険の旅に出る。ステージ開始地点は左上。
黒ボンバーマン
2Pが操作するボンバーマン。かつては白ボンバーマンとは敵同士だったが、ダイヤモンドらに根城を奪われた事をきっかけに共闘する事になった。ステージ開始地点は右上（バトルゲームでは右下）。
青ボンバーマン
3Pが操作するボンバーマン。バトルゲームでのみ使用可能で、ステージ開始地点は右上。
赤ボンバーマン
4Pが操作するボンバーマン。バトルゲームでのみ使用可能で、ステージ開始地点は左下。
カラット・ダイヤモンド
今回の二大黒幕の片割れで、悪の権力者。Dr.ムックと共に戦闘用ロボットの量産を企てており、近代都市ダイヤモンドシティで「ロボットトーナメント」を開催している。ボンバーマンの高い戦闘能力に目を付け、ボンバーマンを捕らえるためピースタウンに向かう。
Dr.ムック
今回の二大黒幕の片割れで、ダイヤモンドの相方である悪の科学者。「ロボット改造工場」で普通のロボットを戦闘用に改造する。「メカボンバー」（ニセボンバーマン）を開発し、黒ボンバーマンを返り討ちにしたうえ、更に彼の拠点である「ブラックボンバーマン城」を乗っ取る。ステージ3のボスステージではクレーンハンドを操縦しボンバーマン達を襲う。
ボンバーマン（紫）
バトルステージ「ゾンビフラワー」で、ボム運搬車に乗って妨害してくる。操作可能キャラとしては登場しない。
ボンバーマン（橙・桃・緑）
ステージ3・6ボス撃破後に青ボンバーマンと共に3体ずつ登場し、勝利したプレイヤーを祝福してくれる。操作可能キャラとしては登場しない。

### 敵キャラクター
（参考：）
ノーマルゲームに登場する敵キャラ。爆弾の１回の爆発（誘爆含む）で複数体を倒したり、ボムパンチやボムキックで移動している爆弾を当てて倒すと高得点が得られる（最大6400点）。以下の点数は爆風で単体を倒した場合の表記。各項の「HP」の値は、倒せるまでに必要な攻撃回数。
※は『5』で再登場している敵キャラ。

#### 雑魚キャラ
ステージ5はメカボンバーとの連戦となるため、雑魚キャラは一切登場しない。
プロペン※
HP1、登場ステージ…1-1,1-2,1-4,1-5,6-1
100点。赤いヘリコプターのようなキャラ。直線的に通路を往復する。特に特徴のない最も危険度の低い敵。
デンキュン
HP2、登場ステージ…1-2,1-4,1-6,2-4,4-2,4-6,6-1
400点。電球のような頭をしたUFOのようなキャラ。直線的に通路を往復するが、近づき過ぎると進路を変える。爆風を二回当てる必要があるので、ステータスが初歩的段階だと苦戦を強いられることも。ステージ3以外の全ステージに登場する。
ナッツスター
HP1、登場ステージ…1-3
200点。ウサギのようなキャラ。特に特徴はなく、1-3にしか登場しない。動きはプロペンより若干速い。
バクダ※
HP1、登場ステージ…1-4,1-5,1-6,1-7,2-2,2-4,4-1,6-2
800点。爆弾に顔のついたキャラ。時々爆弾に擬態して3マス分の爆発を起こす（爆発して数秒間の硬直～再び移動するまで無敵）。通常の爆弾と同様、爆風は敵キャラにもダメージを与え、ゴールに当たると敵が復活する。ただし、この爆風に敵キャラが巻き込まれて死んでもスコアは加算されない。敵キャラの中でも特に出番が多く、ステージ3と5を除く全ステージに登場する。
パクパ※
HP3、登場ステージ…1-5,2-7,3-2,6-5
400点。同じラインに爆弾があると近づいて食べる一つ目の怪物。パクパに爆弾を食べられる前に爆風を当てるか、キックやパンチで直接爆弾をぶつければダメージを与えられる。
センシャン※
HP3、登場ステージ…1-6,1-7,4-1,4-4
1600点。緑色の大きな戦車。時々3マス分の炎を出す（この炎で爆弾は誘爆しない）。炎はブロックを越えてくる。炎を出す前に砲頭の向きを変える動きをする。体力は高めだが動きは遅い。
バネン
HP1、登場ステージ…2-1,2-3,2-5,2-6,2-7,6-1
200点。バネのキャラ。単調な直線移動だが画面を跳ねまわる。角にぶつかると高確率で曲がる。
ドウケン
HP1、登場ステージ…2-1,2-3,2-6
100点。変な顔をしながら移動する。動きはゆっくりとした直線的。
カップン
HP1、登場ステージ…2-1,2-2,2-7
400点。コーヒーカップに乗りながらクルクル回っている。ソフトブロックを通過する。
メタルU
HP2、登場ステージ…2-3,4-3,4-4,6-3
3200点。銀色のUFO。常にボンバーマンを追跡する。
キエルン※
HP1、登場ステージ…2-4,3-3,4-2,6-2
800点。ソフトブロックを通過し、時々目玉を残して姿を消す。姿が消えている間でも倒せるが、姿を現す一瞬だけ無敵となる。
キンカル※
HP1、登場ステージ…2-5,4-3,4-6,4-7,6-6,6-7
1600点。コインに顔のついた回転するキャラ。移動速度が速くソフトブロックを通過する厄介な敵。
バクダレッド
HP1、登場ステージ…2-6,4-1,4-5,4-7,6-7
800点。バクダの上級種。貫通爆弾に擬態している。3マス分の貫通仕様の爆発を起こす。
モグチャン
HP1、登場ステージ…3-1,3-2,3-3,6-2
400点。モグラ。常にボンバーマンを追跡しながら、時々地面に潜り別の場所に出てくる。日本版と海外版で体色が異なる。
コウラル
HP1、登場ステージ…3-1,3-2
200点。眼帯を付けたカメのようなキャラ。
デングリン
HP1、登場ステージ…3-3
400点。青いボール状のキャラ。転がりながらソフトブロックを通過する。
アンゼンダー
HP2、登場ステージ…3-4,3-5
800点。ヘルメットを被ったキャラ。
ケイビン※
HP3、登場ステージ…3-4
400点。青いマグカップのようなものに乗ってくるくる回る赤いキャラ。気まぐれな動きでソフトブロックを通過する。
クワゲン
HP1、登場ステージ…3-5,3-7,6-3
400点。クワガタ型ロボット。同じラインに立つと突撃してくる。
カメレオメン
HP1、登場ステージ…3-6,3-7
400点。カメレオンのようなキャラ。時々白ボンや黒ボンに変身するが、爆弾は設置しない。変身中はダメージを与えても変身が解けるだけで倒せない。
ミサイル
HP1、登場ステージ…3-8
400点。目の付いた黒いミサイルのようなキャラ。クレーンハンドのハッチから出撃して登場し、爆弾をパンチで弾き飛ばす。
メタルクワゲン
HP2、登場ステージ…4-2,4-3,4-6,6-5
400点。クワゲンの上級種。同じラインに立つと突撃してくる。
メタルプロペン
HP5、登場ステージ…4-4,4-5,6-6
6400点。プロペンの上級種。スピードと耐久力にかなり優れる。
ロボコム
HP3、登場ステージ…6-3,6-5,6-6,6-7
800点。雪だるまのようなロボット。常にボンバーマンを追跡する。
ヨロイズ※
HP8、登場ステージ…6-4
3200点。巨大な騎士で常に二体で登場する（6-4は彼ら以外に敵キャラは出現しない）。同じラインに立つと突撃してくる上、正面からの爆風を盾で防ぐ。なお、『5』では名前が「ヨロイズ」から「ヨロイス」に変わっている。

#### メカボンバー
ステージ5の「ロボットトーナメント会場」に登場する敵。ボンバーマンと同じ特徴を持ち、爆弾を使って攻撃を仕掛ける。後述のメカボンバーイエローを除き、設置できる爆弾は1個、火力は1である。通常の敵と違い、触れてもダメージにならないほか、メカボンバーがアイテムを入手すると強化される。プレイヤーのボンバーマンと同様、戦闘開始から数秒間は無敵状態になっている。倒しても点数は得られない。2人プレイ時は2体ずつ出現する。メカボンバーとの戦闘中に限り、一定時間ごとにフィールド上のどこかにアイテムが出現する。
メカボンバーを倒しても他ワールドのようなステージクリア演出が挟まれず、すぐに次のメカボンバーが補充される。このため、コンティニューしない限り「5-1」以外の表示は見られない（表示が見られないだけで、メカボンバーを全滅させるたびにステージは進行している）。ステージが進んでも制限時間がリセットされないので、時間切れでミスする危険が高い。メカボンバーを倒す毎にシュプレヒコールが巻き起こる。
メカボンバーホワイト
HP1、登場ステージ…5-1
メカボンバーブラック
HP1、登場ステージ…5-2
メカボンバーレッド
HP1、登場ステージ…5-3
メカボンバーブルー
HP1、登場ステージ…5-4
メカボンバーグリーン
HP2、登場ステージ…5-5
メカボンバーピンク
HP2、登場ステージ…5-6
メカボンバーパープル
HP2、登場ステージ…5-7

#### ボスキャラクター
各ステージの最終ステージで待ち構える巨大なボスキャラ。基本的には爆風でダメージを与えることになるが、雑魚キャラとは異なりパンチやキックでの爆弾直撃によるダメージが通用しない（ウイテルVを除く）。点数はスパイダルを除き全て10000点。
ビガロン
HP10、登場ステージ…1-8
大きなハンマーを武器にボンバーマンに襲いかかる（叩いたときに出る破片でもダメージ）。
ピエロマスク
HP18、登場ステージ…2-8
巨大なピエロの顔。ダメージを与えるたびに8方向に弾を撃つ。
クレーンハンド
HP13、登場ステージ…3-8
Dr.ムックが搭乗して戦うメカ。高速クレーンでの直接攻撃とミサイルの放出が可能。しかもミサイルは、爆弾をボムパンチと同様に前方に弾き飛ばす。横方向にしか移動できない。
メカオニタ
HP17、登場ステージ…4-8
「ロボットトーナメント」の予選を勝ち抜いたボンバーマンの前に立ちはだかる、ボクシンググローブを付けた敵。フラフラした動きでボンバーマンに体当たりを仕掛ける以外これといった攻撃はして来ない。爆弾による直接攻撃が通用しないため、ダメージを与えるには爆風で吹き飛ばし、ステージ外周を流れる電流に当てる必要がある（この電流はボンバーマン自身には効果はない）。吹き飛ぶ距離は爆弾の火力と比例するため、弱い火力ではなかなか外周まで吹き飛ばずダメージを与えることが難しい。このボスステージ以降、戦闘中にアイテムが出現するようになる。
メカボンバーイエロー
HP3、登場ステージ…5-8
黒ボンバーマンを返り討ちにした張本人。7体のメカボンバーを倒すとカラット・ダイヤモンドとDr.ムックに引き連れられて現れ、ボンバーマンに勝負を挑んで来る。設置できる爆弾は3個、爆弾の火力は最大になっている。通常のメカボンバーと同様、2人プレイ時は2体登場する。
スパイダル
HP7、登場ステージ…6-8
巨大なクモ型メカ。大量の爆弾（火力は全て最大）を放出する上、その際に開くコアを攻撃しないと倒せない。移動する時にゴツゴツと音を立てる。ウイテルVを格納している。点数はない。
PSP用ソフト『ボンバーマンポータブル』にも登場している。
ウイテルV（ウイテルブイ）
HP5、登場ステージ…6-8
最終ボス。カラット・ダイヤモンドとDr.ムックが乗った気球型メカ。前述のスパイダルを倒した直後に戦う事になる。本体は空中に浮いているため当たり判定はないが、その影に触れるとボンバーマンはダメージを受け爆弾は誘爆する。爆風に重なってもダメージを受けないため、倒すにはボムパンチで飛ばした爆弾を直撃させる必要がある。戦闘中、頻繁にドクロアイテムを放出して妨害する。なお、戦闘中にアイテムとしてボムパンチが出現するため（ただしランダム）、戦闘開始時にボムパンチを持っていなくても攻略不可とはならない。

## スタッフ
- 企画：KYON KYON、酒井誠、平井隆之
- グラフィック・ディレクター：平井隆之
- グラフィック・デザイン：VOLK JUN、NOBI HIRAJI
- メイン・プログラマー：酒井誠
- サブ・プログラマー：MAKOTA、鈴木俊之
- システム・サポート：B.HANAWA
- アシスタント・ディレクター：KYON KYON
- サウンド・プロデュース：T's MUSIC、BANG HEADS
- 音楽：竹間淳、濱田智之
- 夢追い人：門脇光弘
- スーパーバイザー：堀尾孝文
- スペシャル・サンクス：藤原茂樹、宮本徳人、湯沢河童
- ディレクター：植山幹郎
- プロデューサー：青山英治、小林正樹

## 評価
ゲーム誌『ファミコン通信』の「クロスレビュー」では、8・9・7・6の合計30点（満40点）でシルバー殿堂入りを獲得、『ファミリーコンピュータMagazine』の読者投票による「ゲーム通信簿」での評価は以下の通りとなっており、24.02点（満30点）となっている。この得点はスーパーファミコン全ソフトの中で20位（323本中、1993年時点）となっている。その他、同付録巻末に収録されている「部門別ベスト30」では、キャラクタ16位、操作性14位、熱中度12位、お買い得度11位を獲得している。
| 項目 | キャラクタ | 音楽 | 操作性 | 熱中度 | お買得度 | オリジナリティ | 総合  |
| 得点 | 4.38       | 3.68 | 4.03   | 4.27   | 3.95     | 3.74           | 24.02 |

## 移植版
| No. | タイトル                      | 発売日        | 対応機種                                         | 開発元   | 発売元   | メディア | 型式 | 備考                                                           | 出典   |
| --- | ----------------------------- | ------------- | ------------------------------------------------ | -------- | -------- | -------- | ---- | -------------------------------------------------------------- | ------ |
| 1   | ボンバーマンコレクションVOL.2 | 2004年4月15日 | Windows 98・Windows 2000・Windows Me・Windows XP | ハドソン | ハドソン |          |      | 北米版「BOMBERMAN COLLECTION」と同一内容のため、海外版を収録。 | [ 11 ] |

## 関連書籍
- スーパーボンバーマン ハドソン公式ガイドブック
  - 1993年、小学館、ISBN 4-09-102437-8
  - プロローグの漫画をうおりゃー大橋が、4コマ漫画を沢田ユキオ、のむらしんぼ、むさしのあつし、小野敏洋が担当している。また『初代ボンバーマン』を手掛けた中本伸一のボンバーマンの誕生にまつわるインタビューが掲載されている。
- ボンバーマン爆裂大図鑑
  - 1996年、講談社（コミックボンボンスペシャル）、ISBN 4-06-103303-4
  - 本作以降にシリーズの美術設定責任者となった水野祥司による、『スーパーボンバーマン3』以降の作風での本作のボスの再デザインイラストが掲載されている。